# 130年代
130年代（ひゃくさんじゅうねんだい）は、西暦（ユリウス暦）130年から139年までの10年間を指す十年紀。

## 人物
- ハドリアヌス : ローマ皇帝（在位:117年-138年）